# 社會選擇理論
社会选择理论（英語：Social choice theory），是一种社会学的理论框架，是一种侧重于个人观点、偏好、利益或福利来达成集体决策的理论。宪法和法律的制定可以视为一种集体决策。
社会选择融合了福利经济学和公共選擇理論的要素。它是方法论上的个人主义，因为它聚集了社会个体成员的偏好和行为。在这个理论中，人们需要运用逻辑分析从一组看似合理的社会选择公理出发，构建一个社会福利函数。